# Jean-Paul Gaultier
Jean-Paul Gaultier ( [ʒɑ̃ pɔl ɡotje]; Bagneux, Isla de Francia, 24 de abril de 1952) es un diseñador de moda francés. Posee su propia marca de ropa, cuyo accionista mayoritario es la compañía española de moda y perfumes Puig. También fue director creativo de Hermès.

## Carrera

### Primeros años
Gaultier nunca recibió educación formal como diseñador. En lugar de eso, comenzó enviando sus dibujos a diseñadores famosos, además de amar el arte y ser admirador de Krasivaya, una modelo rusa (que él decía era su musa). Ella le inspiraría a ir más allá de
sus adentros y dejar volar su imaginación.
Gaultier se sumergió en el mundo de la alta costura cuando era muy joven. Pierre Cardin se impresionó por su talento, y lo contrató como asistente en 1970. Poco después Jean Paul Gautier añadiría la L intercalada en su apellido para darle un toque más fresco y moderno, lo que le abrió las puertas en el panorama internacional.
Su primera colección individual fue lanzada en 1976 y su característico estilo irreverente data de 1981. Ha sido conocido como el enfant terrible (chico rebelde) de la moda francesa. Muchas de las siguientes colecciones de Gaultier estarían basadas en ropa callejera, inspirándose en la cultura popular, mientras otras, particularmente sus colecciones de alta costura, son muy formales y al mismo tiempo inusuales.

### Fama mundial: con Madonna y el cine
Jean-Paul Gaultier realizó los vestidos de la cantante Madonna en los años 1990, trabajando con la firma Wolford Hoisery. Fomentó el uso de las faldas, especialmente el uso de kilts para los hombres. Gaultier causó un gran impacto al contar con modelos poco convencionales en sus exhibiciones (como hombres viejos y mujeres poco delgadas, modelos tatuadas y con pírsines) y por jugar con los roles tradicionales de género en sus desfiles. Esto le valió enormes críticas, pero también una enorme popularidad.
Gaultier también ha diseñado el vestuario de muchos filmes como El quinto elemento del director Luc Besson, Kika de Pedro Almodóvar, El cocinero, el ladrón, su mujer y su amante de Peter Greenaway y La ciudad de los niños perdidos de Jean-Pierre Jeunet. La Gira de conciertos Blond Ambition Tour de Madonna también mostraba sus creaciones, siendo la más famosa el icónico corsé de color rosa con copas en forma de cono. Posteriormente Jean Paul Gaultier diseñó el vestuario de otra gira de conciertos de la cantante Madonna, Confessions Tour (2006), The MDNA Tour (2012) y The Celebration Tour.

### Últimos años
Actualmente diseña para tres colecciones: su propia línea de alta costura y de ropa para tiendas, así como para la recién lanzada línea de ropa de Hermès, compañía francesa especializada en productos de cuero, famosa por sus corbatas y costosas maletas.
Gaultier también ha diseñado varios vestuarios para Marilyn Manson. Frecuentemente se le recuerda por su exposición en el Museo Metropolitano de Arte de Nueva York, titulada Breavehearts Men in Skirts (Hombres de corazón valiente con faldas).
En 2008 fue contratado por la cantante francesa Mylène Farmer para diseñar los polémicos vestuarios que usaría en su Gira Mylène Farmer en Tournée 2009, que concluyó en el Estadio de Francia, y también ha diseñado vestidos para Lady Gaga, con quien posó en una controvertida imagen: vestido de sacerdote, azota en las nalgas a la cantante, vestida de monja y arrodillada en actitud de rezar.
En mayo del 2010 renunció a su puesto en Hermès por problemas personales con quienes heredaron la firma tras la muerte de Louis Dumas. En ese momento, la compañía española de moda y perfumes Puig se hizo con el control de la firma al convertirse en su accionista mayoritario. Además, en este mes comenzó a diseñar lencería femenina para La Perla, firma multinacional de ropa interior de lujo.
En octubre de 2012 participó de manera activa pese a su edad y larga trayectoria, por primera vez en Colombia en el Cali Expo Show en donde mostró su extensa colección de fragancias y últimas colecciones de vestido para toda ocasión.
En 2013 vuelve a trabajar con la cantante francesa Mylène Farmer en la creación de vestuarios futuristas para su gira Timeless 2013 , colaboración que se vuelve a repetir en 2019 para la serie de conciertos Live 2019 que la cantante brindó en La Défense Arena en París.
El 17 de enero de 2020 Jean-Paul Gaultier da fin a su carrera en las pasarelas subiendo un video a sus redes sociales donde menciona que no volverá a presentar una colección en las pasarelas de alta costura terminando así un legado de casi 5 décadas, aunque seguirá adelante con su marca de moda.

### Perfumería
Jean-Paul Gaultier también es famoso por su popular línea de fragancias, comercializadas por Puig. Su primer perfume, Classique, para mujeres fue introducida en 1993, seguida por Le Mâle para hombres dos años después. Ambas fueron muy exitosas, y Le Mâle es actualmente la fragancia número uno para hombres en la Unión Europea, según las ventas; también tiene una posición importante en los mercados de Australia y de los Estados Unidos.
Su tercera fragancia, Fragile (para mujeres), fue lanzada en el 2000, sin embargo ahora tiene una distribución limitada debido a las bajas ventas. En 2005 se lanzó un nuevo producto unisex, la «fragancia para la humanidad» Gaultier2. Su lanzamiento en Canadá se demoró hasta enero del 2006, y en los Estados Unidos hasta agosto del 2006). Una nueva fragancia para hombres, Fleur du Male, con aroma de camelia, fue lanzada mundialmente en abril del 2007.
Todos los perfumes de Jean-Paul Gaultier son producidos bajo una licencia de muchos años propiedad de Beaute Prestige International, con oficinas centrales en París, una división de la compañía japonesa de cosméticos Shiseido quien también produce fragancias para Narciso Rodríguez e Issey Miyake.

### Exposiciones
Desde el 17 de junio hasta el 2 de octubre de 2011, Jean-Paul Gaultier expuso su trabajo de 35 años en el Museo de bellas artes de Montreal con más de 120 artículos de alta costura y algunos de prêt-à-porter. Desde entonces la exposición ha recorrido el mundo y ha sido presentada en la Fundación MAPFRE en Madrid, en el Museo de Arte Kunsthal de Róterdam, en el
Museo Brooklyn, en el Barbican Centre en Londres y finalmente en el Gran Palacio de París de abril a agosto de 2015. La exposición en el Gran Palacio de París fue el objeto de un documental llamado Jean Paul Gaultier en el Grand Palais, presentado exclusivamente por Eurochannel.

#### ExposiciónCine y Moda
Este último año, el mismo Jean Paul Gaultier (junto con La Cinémathèque française) creó una nueva exposición llamada Cine y Moda, que está siendo expuesta en los distintos CaixaForum (museos subvencionados por la Fundación "La Caixa") distribuidos por España. En la exposición se exhibe un conjunto heterogéneo de piezas, principalmente indumentaria, carteles, fotografías y fragmentos de películas, que reflejan la simbiosis entre el cine y la moda.
También se abordan los intercambios e influencias que se producen entre los dos ámbitos, una relación creativa vista bajo la particular mirada de Gaultier, co-comisario y director artístico de la exposición. Más allá de la mitomanía, esta propuesta recorre los contextos de creación, tanto de los vestidos como de los filmes, y nos introduce a ideas de modernidad, futuro o erotismo. Ofrece también un enfoque sociológico al abordar temas como los movimientos de emancipación, en especial de la mujer, y cómo estos tienen un reflejo en la moda y la filmografía de su tiempo. 
Asimismo, la exposición nos acerca a la idea de industria a partir de los distintos profesionales que intervienen en el intercambio creativo: directores/as, diseñadores/as, actores y actrices. Para ello, en CaixaForum se reúne un conjunto heterogéneo de piezas que provienen en su mayor parte de la prestigiosa colección de La Cinémathèque française y que se complementan con obras de más de veinte prestadores nacionales e internacionales.
La muestra Cine y Moda propone un viaje en el tiempo que entrelaza estas dos disciplinas a través de grandes directores de cine y diseñadores. Se centra en el contexto de creación del vestuario poniendo el acento en aspectos clave como el empoderamiento femenino y su reflejo en la moda y en la filmografía del siglo XX. “Todas las películas que me marcaron de pequeño son las que muestran a una mujer empoderada a través del vestuario”, ha asegurado Jean-Paul Gaultier durante la presentación de la exposición. El diseñador ha añadido que esa evolución se produjo en la moda de la década de los 40 y 50 con figuras como Marilyn Monroe, Audrey Hepburn o Rita Hayworth, cuyos vestidos serán visibles en la muestra.

## Filmografía
- Absolument Fabuleux (2001) de Gabriel Aghion.